# آیت مزال
ایت مزال (به فرانسوی: Ait Mzal) یک منطقهٔ مسکونی در کشور مراکش است که در سوس ماسه درعه واقع شده‌است.

## خصوصیات
ایت مزال ۴٬۵۵۵ نفر جمعیت دارد.